# Rosa e Olindo
Rosa e Olindo è un singolo del duo italiano Colapesce Dimartino, pubblicato il 13 marzo 2020 come terzo estratto dall'album in studio I mortali. Il brano si ispira ai due coniugi condannati per la strage di Erba del 2006.